# Mały Kościelec
Mały Kościelec (niem. Kleine Polnische Kapelle, słow. Malý Koščielec, węg. Kis-Kościelec) – wielowierzchołkowy grzbiet będący zakończeniem Grani Kościelców, która na wysokości Zawratowej Turni odbiega w północnym kierunku od grani głównej Tatr Wysokich i oddziela Dolinę Czarną Gąsienicową od Doliny Zielonej Gąsienicowej. Pomiędzy Małym Kościelcem a Kościelcem położona jest przełęcz Karb. Mały Kościelec ma kilka niewybitnych wierzchołków, w kolejności od południa na północ: 1859 m, 1863 m, 1866 m, 1863 m, 1849 m, 1840 m, 1815 m, 1792 m, 1767 m. Masyw Małego Kościelca wrasta od północy w obszar Hali Gąsienicowej.
Mały Kościelec stanowi typową grzędę międzydolinną, której w czasie zlodowacenia Tatr lody nie zdążyły zniszczyć. Po obu jej stronach powstały lodowce górskie, które niżej łączyły się ze sobą. Porośnięty jest w większości kosodrzewiną. U podnóży jego wschodnich zboczy znajduje się Kamień Karłowicza (upamiętniający Mieczysława Karłowicza, który zginął tu w lawinie) i Czarny Staw Gąsienicowy, zaś u podnóży zboczy zachodnich Dwoisty Staw Gąsienicowy i duży płaski teren zwany Roztoką Stawiańską.
Na skalistych partiach Małego Kościelca często trenują wspinaczkę taternicy.

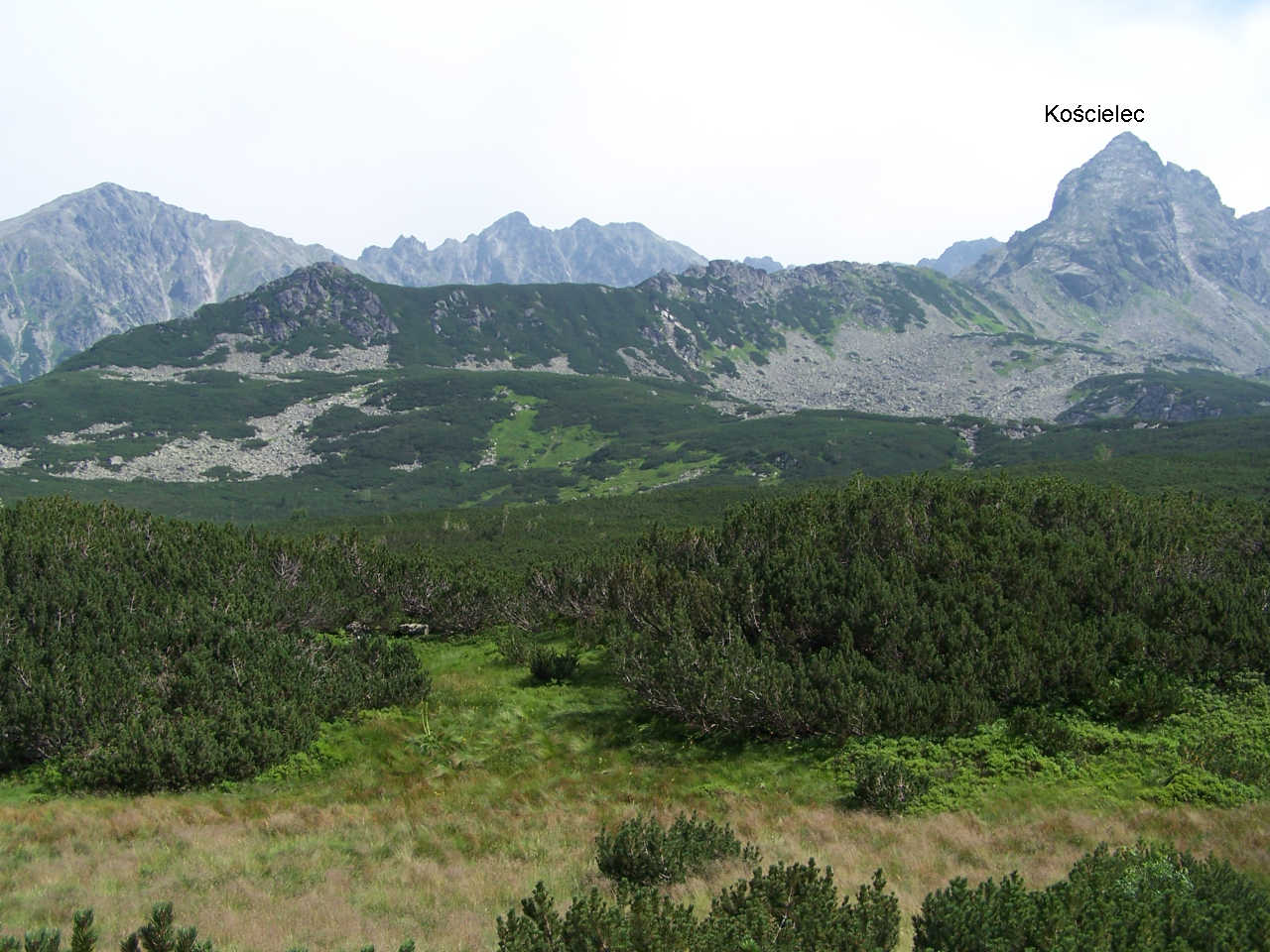
Grań Małego Kościelca – widok z zachodniej strony. Z tyłu Żółta Turnia i Granaty
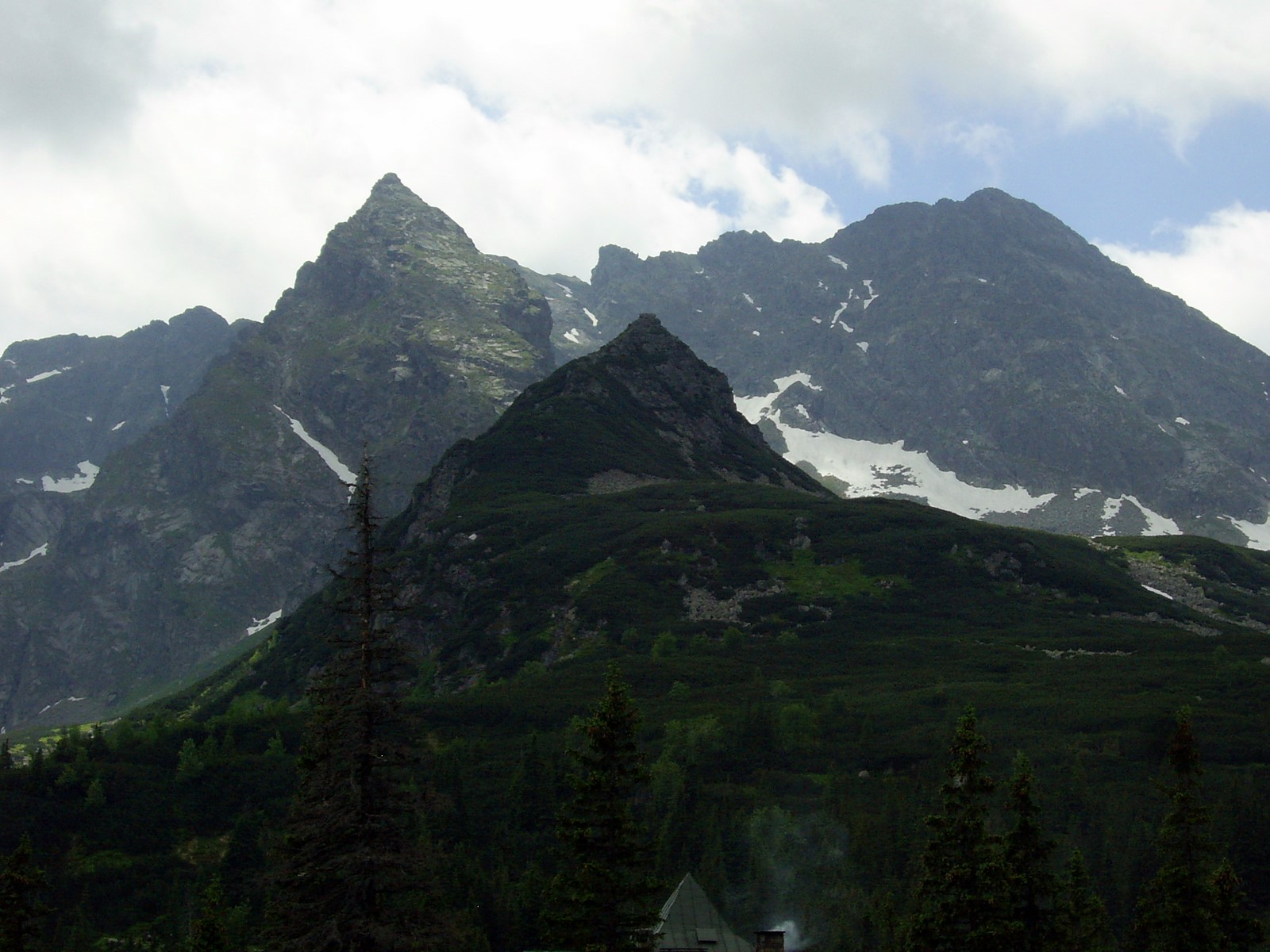
Mały Kościelec – widok od północnej strony. Za nim Kościelec, po prawej Świnica
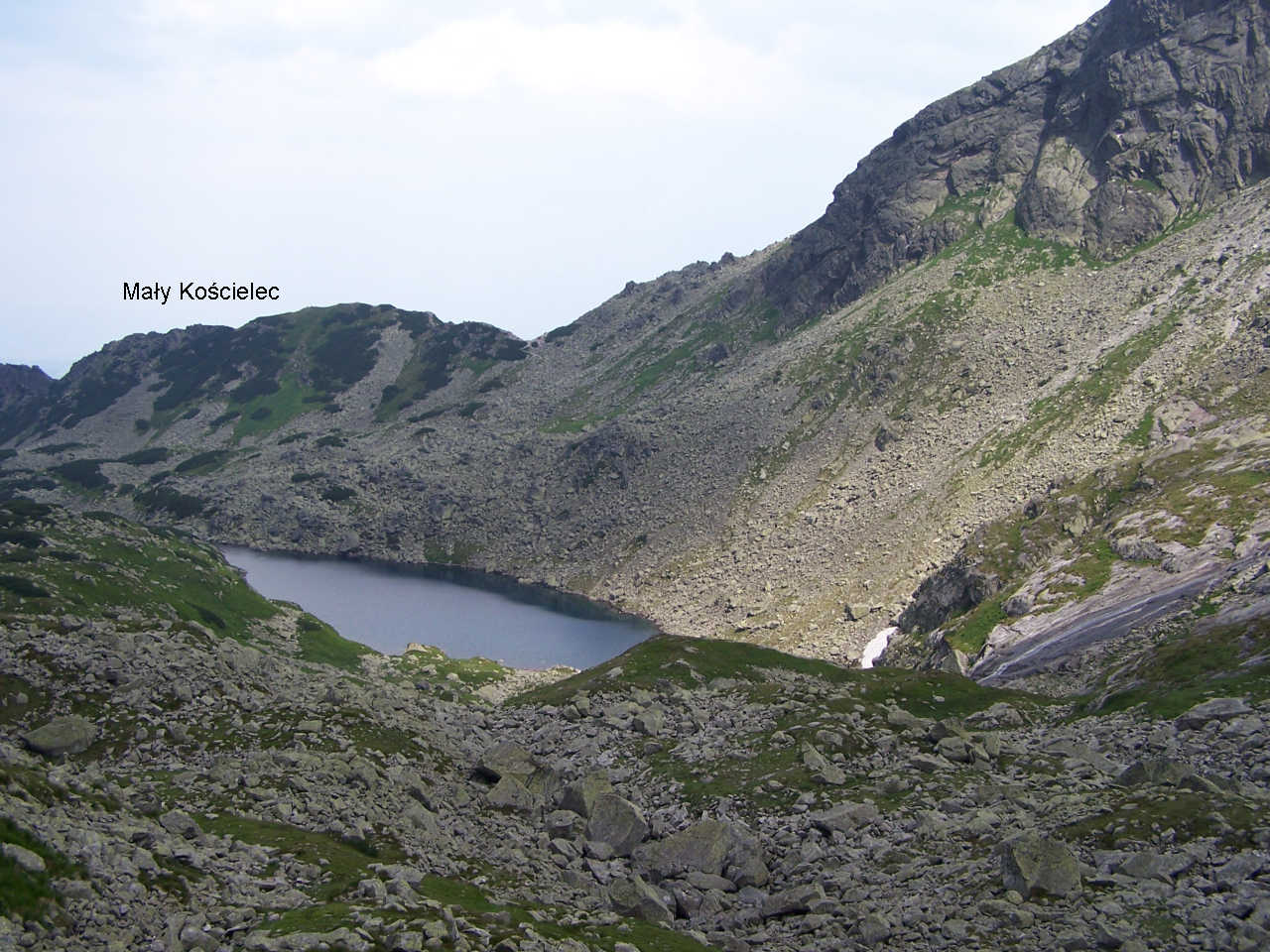
Długi Staw Gąsienicowy i Mały Kościelec

## Szlaki turystyczne
Czarny Staw Gąsienicowy – Mały Kościelec – przełęcz Karb – Kościelec. Prowadzi wschodnimi zboczami Małego Kościelca i jego granią. Czas przejścia znad Czarnego Stawu na Karb: ↑ 35 min, ↓ 25 min.
 Zielony Staw Gąsienicowy – przełęcz Karb. Czas przejścia: ↑ 30 min, ↓ 20 min.